# دزاکسی‌فروکتو-سروتونین
دزاکسی‌فروکتو-سروتونین (به انگلیسی: Desoxyfructo-serotonin) یک ترکیب شیمیایی با شناسه پاب‌کم ۲۱۱۲۰۵۵۹ است. 